# Georges Guerrard Samuel Perrottet

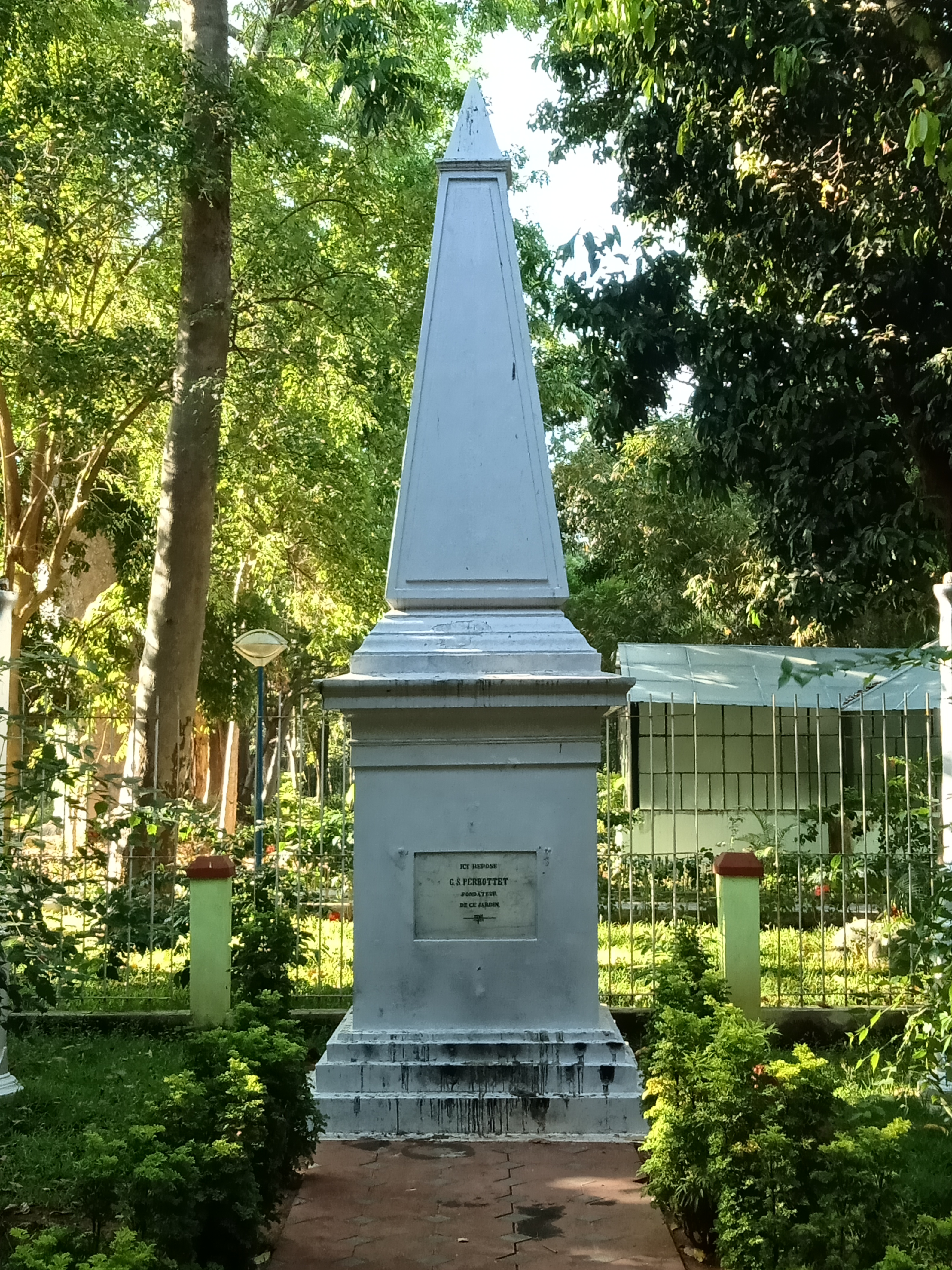
Tumba de Perrottet, Puducherry (India)

Georges Guerrard Samuel Perrottet (1793-3 de enero de 1870) fue un botánico, explorador y horticultor francés, nacido en Bas-Vully, cantón de Friburgo, Suiza.
Trabajó como jardinero en el Jardin des Plantes, y entre 1819 a 1821 fue naturalista en una expedición comandada por el Capitán de Navío Pierre Henri Philibert. Sus deberes en las jornadas eran recolectar plantas en Réunion, Java, Filipinas para replantarlas y cultivarlas en Guyana.
De 1824 a 1829 efectúa exploraciones a Senegambia (actual región de Senegal y de Gambia), donde también actuó de administrador de "Sénégalaise", una emrpesa postal gubernamental y de mercaderías. Antes de retornar a Francia en 1829, pudo explorar la isla de Gorea y Cabo Verde.
Con Jean B.A. Guillemin (1796-1842) y con Achille Richard (1794-1852), publican una obra sobre la flora de Senegambia llamada Florae Senegambiae Tentamen (1830-1833), con ilustraciones hechas por Joseph Decaisne (1807-1882).
En 1832 Perrottet es asignado como correspondiente del Museum National d'Histoire Naturelle de Paris, y de 1834 a 1839 será designado en el Jardín botánico de Pondicherry. En 1839 retorna a Francia, donde se involucra con el cultivo del Bombyx mori gusano de seda. Y desde 1843 hasta su deceso en 1870, trabaja como botánico en Puducherry.

## Honores

### Epónimos
Géneros
- (Celastraceae) Perrottetia Kunth[2]

- (Fabaceae) Perrottetia DC.[3]

Especies
- (Acanthaceae) Nilgirianthus perrottetianus (Nees) Bremek.[4]
- (Acanthaceae) Calophanes perrottetii Nees[5]
- (Aizoaceae) Gaudinia perrottetii J.Gay[6]
- (Anacardiaceae) Cassuvium perrottetii Kuntze[7]
- (Annonaceae) Trigynaea perrottetii Baill.[8]
- (Annonaceae) Unonopsis perrottetii (A.DC.) R.E.Fr.[9]
- (Apocynaceae) Odontadenia perrottetii (A.DC.) Woodson[10]
- (Asclepiadaceae) Tylophora perrottetiana Decne.[11]
- (Asteraceae) Vernonia perrottetii Sch.Bip. ex Walp.[12]
- (Balsaminaceae) Impatiens perrottetii Turcz.[13]
- (Boraginaceae) Cordia perrottetii Wight[14]
- (Cactaceae) Cereus perrottetii Hort. ex Pfeiff.[15]
- (Campanulaceae) Cephalostigma perrottetii Hook.f.[16]
- (Connaraceae) Connarus perrottetii Planch.[17]
- (Convolvulaceae) Ipomoea perrottetii Choisy[18]
- (Cucurbitaceae) Bryonia perrottetiana Ser.[19]
- (Cyperaceae) Isolepis perrottetii Steud.[20]
- (Cyrillaceae) Cyrilla perrottetii Briq.[21]
- (Dracaenaceae) Pleomele perrottetii N.E.Br.[22]
- (Elaeagnaceae) Elaeagnus perrottetii Schltdl.[23]
- (Euphorbiaceae) Euphorbia perrottetii Jaub. & Spach[24]
- (Fabaceae) Chrysocalyx perrottetii Guill. & Perr.[25]
- (Flacourtiaceae) Flacourtia perrottetiana Clos.[26]
- (Lamiaceae) Premna perrottetii C.B.Clarke[27]
- (Lauraceae) Cinnamomum perrottetii Meisn.[28]
- (Lauraceae) Litsea perrottetii Fern.-Vill.[29]
- (Malvaceae) Sida perrottetiana D.Dietr.[30]
- (Meliaceae) Aphanamixis perrottetiana A.Juss.[31]
- (Poaceae) Penicillaria perrottetii Klotzsch ex A.Braun[32]
- (Pteridaceae) Pteris perrottetii Hieron.[33]
- (Rubiaceae) Coffea perrottetii Steud. ex H.Buek[34]
- (Sapindaceae) Guioa perrottetii Radlk.[35]
- (Sterculiaceae) Dombeya perrottetii Arènes[36]
- (Theaceae) Freziera perrottetiana Tul.[37]
- (Viscaceae) Bifaria perrottetii Tiegh.[38]

- La abreviatura «Perr.» se emplea para indicar a Georges Guerrard Samuel Perrottet como autoridad en la descripción y clasificación científica de los vegetales.[39]